# 龍口町 (台北市)
龍口町（りゅうこうちょう）は、日本統治時代の台湾における台北市の行政区画。一丁目から五丁目までで構成された。この町名は、清朝統治時代に龍匣口庄として区分されていたことに由来する。総督府中学が建てられた場所であることから、文化や教育の雰囲気に富み、多くの日系移民が居住している。現在の中正区和平西路二段、南海路の一部、台北植物園の一部が龍口町に含まれる。

## 町内の施設
- 台湾教育会館（一丁目、現在の二二八国家記念館）
- 台北第一中学校（一丁目、現在の建国中学）
- 台北女子高等学院（一丁目、現在の国語実小）